# Braylon Edwards
Braylon Jamel Edwards (født 21. februar 1983 i Detroit, Michigan, USA) er en amerikansk football-spiller (wide receiver) der pt er free agent. Han har tidligere spillet i NFL for Cleveland Browns, New York Jets, San Francisco 49ers og Seattle Seahawks.
Edwards præstationer blev i 2007 belønnet med udtagelse til NFL's All-Star kamp, Pro Bowl.